# Kovács Andor (gitárművész)
Kovács Andor (Budapest, 1929. június 4. – Budapest, 1989. július 11.) gitárművész, zenetanár, zenekarvezető. Az 1940-60-as évek dzsesszzenéjének egyik meghatározó, virtuóz muzsikusa volt.

## Élete
16 éves korától fogva foglalkozott zenével. A Nemzeti Zenedébe járt, ahol Országh Tivadar tanítványa volt. Tagja volt a Filu együttesnek, az Orlay-Holéczy-Martiny-féle big bandnek, 1951-től 10 éven át a Martiny kvintettben zenélt, majd Tabányi Mihály együttesét gazdagította. Szerepelt a lengyel Muza cég, illetve a magyar Modern Jazz sorozat lemezein is.
Külföldi partnerei közé tartoztak: Joe Turner, Joe Williams és Karel Krautgartner.

## Lemezei
- 1985 Nuages (Felhők)
- 2000 Gitár-dob párbaj (dob: Kovács Gyula)

Két saját lemeze mellett körülbelül tíz dzsesszlemeznek volt közreműködője.